# Melide
Melide je obec na jihu Švýcarska v kantonu Ticino, okrese Lugano. Žije zde přibližně 1 800 obyvatel. Nachází se na břehu Luganského jezera, asi 5 kilometrů jižně od Lugana.

## Geografie
Obec leží pod horou Monte San Salvatore na západní straně přehrady Melide, která přemosťuje úžinu mezi Melide a Bissone.
Sousedními obcemi jsou Lugano na severu, italská exkláva a obec Campione d'Italia a Bissone na východě, Brusino Arsizio a Vico Morcote na jihu a Lugano na západě.

## Historie

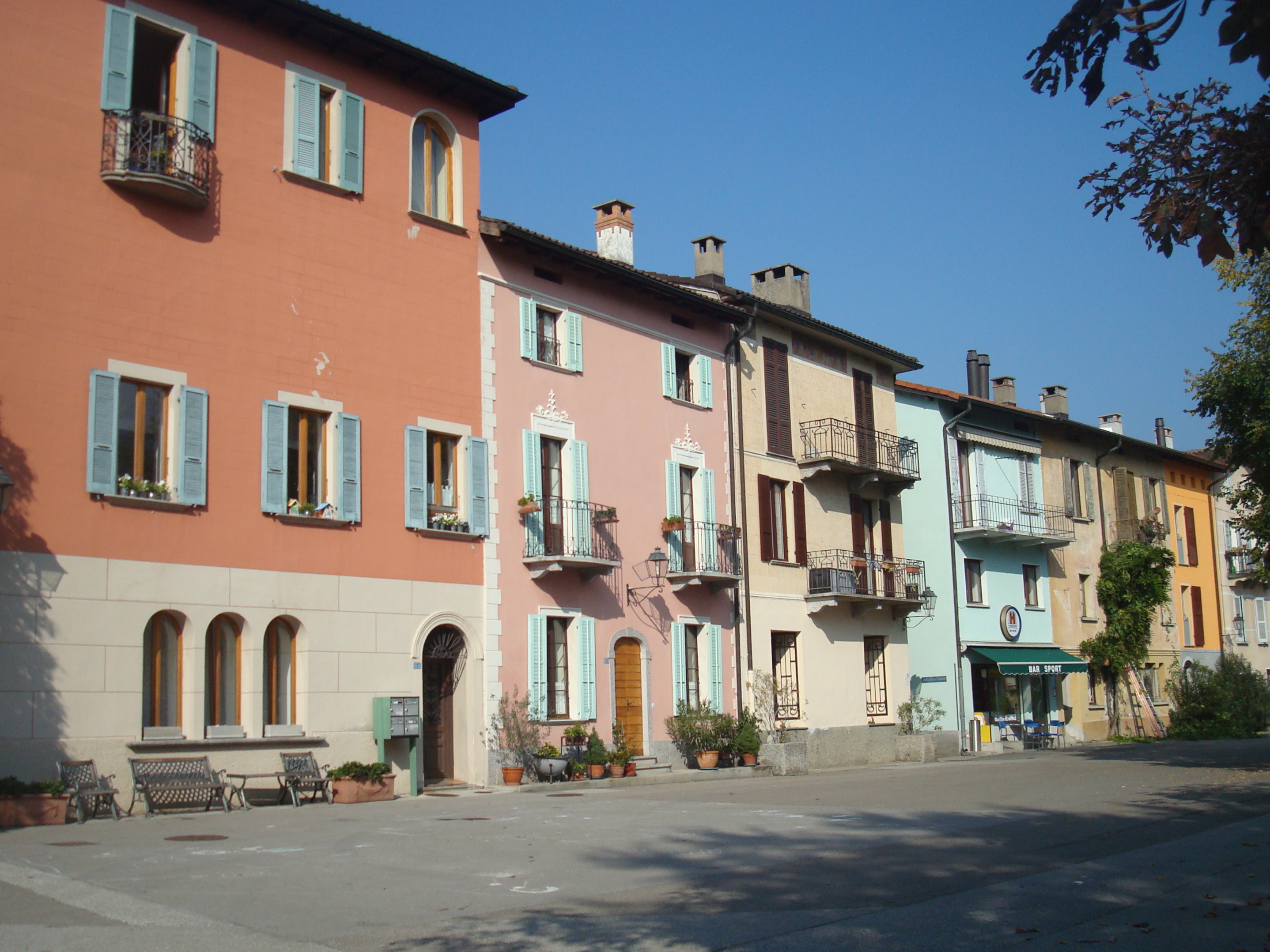
Centrum obce

Obec je poprvé zmiňována roku 1034 jako Melede. V roce 1482 zde byla celní stanice a v první polovině 15. století musela obec poskytnout 5 vojáků milánskému vévodovi. V roce 1555 byl obcím Melide, Bissone a Morcote udělen monopol na dodávky ryb do Lugana. V roce 1818, po vybudování kantonální silnice pod dohledem obcí Melide a Bissone, byl na jezeře provozován přívoz, a to až do otevření 817 m dlouhého mostu Melide (1847). V roce 1863 bylo území obce rozšířeno o část tzv. Svatomartinského výběžku v důsledku úpravy hranic s Itálií.
V roce 1498 je zmiňován špitál s kostelem Svatého Ducha, který byl podřízen špitálu Santo Spirito v Sassia v Římě. Obě budovy byly zbourány v roce 1911 poté, co dlouho neplnily svůj původní účel. Církevně patřilo Melide nejprve k Luganu, pak ke Caroně, v roce 1525 bylo povýšeno na vlastní farnost a v roce 1636 se vykoupilo z povinnosti vydržovat kostel sv. Vavřince v Luganu. V 18. století byly postaveny pece na pálení vápna a v 19. století vznikly různé manufaktury (například na tabákové výrobky, alkoholické nápoje, mýdlo a inkoust). Na počátku 21. století je hlavním hospodářským odvětvím cestovní ruch, který je v obci aktivní již od v 19. století.

## Obyvatelstvo
| Rok            | 1591 | 1643 | 1709 | 1769 | 1801 | 1850 | 1900 | 1950 | 1970 | 1990 | 2000 | 2010 | 2020 |
| Počet obyvatel | 197  | 167  | 150  | 142  | 158  | 273  | 403  | 775  | 1315 | 1372 | 1513 | 1612 | 1830 |

Obec se nachází v jižní části kantonu Ticino, která je jednou z italsky mluvících oblastí Švýcarska. Převážná většina obyvatel obce tak hovoří italsky.

## Doprava

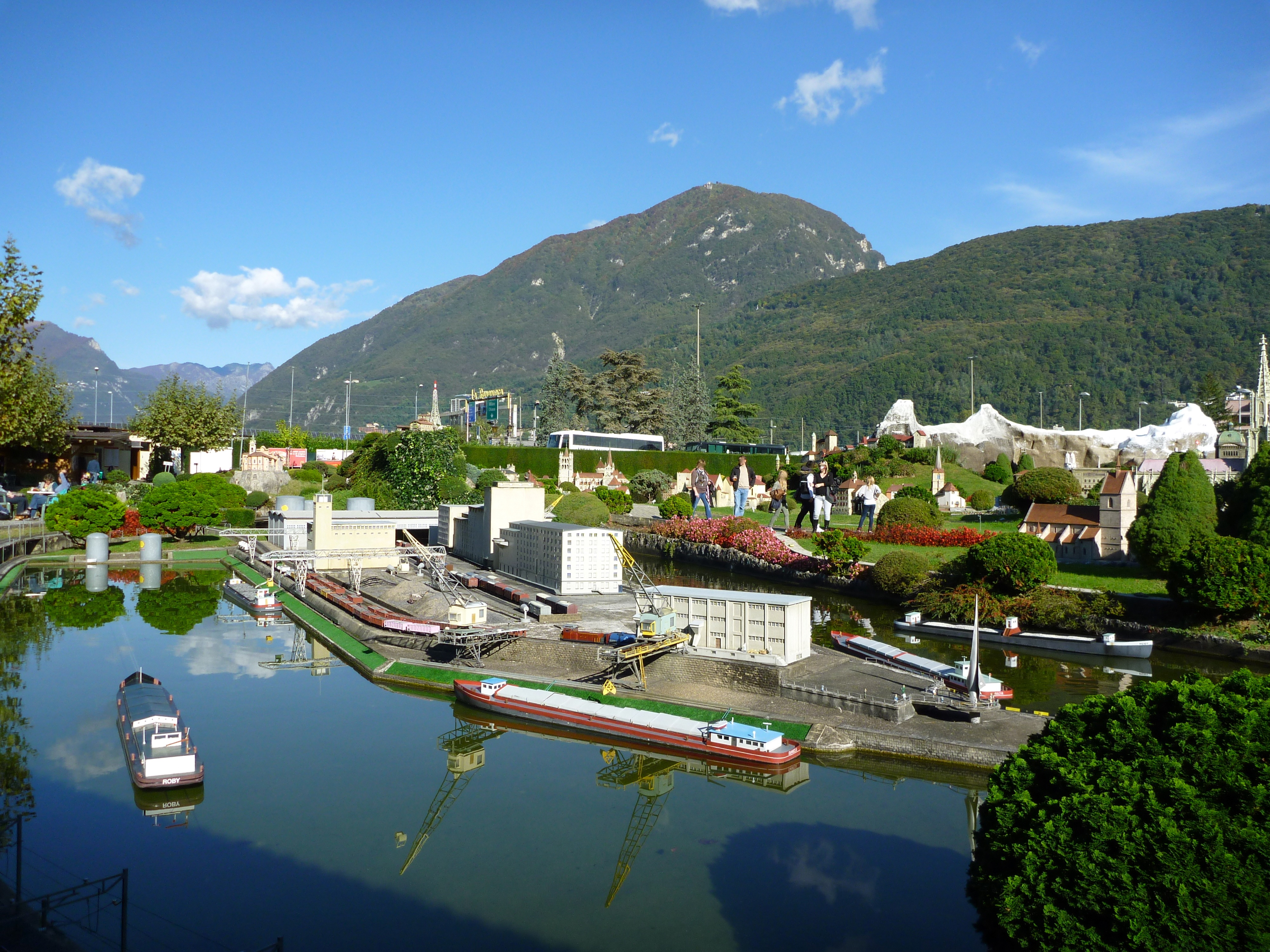
Park Swissminiatur

Obec leží přímo na dálnici A2 (Basilej – Lucern – Gotthard – Lugano – Chiasso), na které má i vlastní sjezd. S okolními obcemi je propojeno místními silnicemi.
Železniční spojení zajišťuje Gotthardská dráha, otevřená v roce 1882. Na ní má Melide vlastní železniční stanici, ve které zastavují regionální vlaky společnosti Treni Regionali Ticino Lombardia (TILO), které jezdí každou půlhodinu mezi Bellinzonou, Luganem a Chiassem, přičemž některé vlaky pokračují na sever do Airola a na jih do Milána. 

## Zajímavosti
V obci se nachází zábavní park Swissminiatur, ve kterém je od března do listopadu k vidění více než 130 modelů domů, kostelů, zámků, památek a dalších zajímavých staveb ve Švýcarsku v měřítku 1:25 na ploše 14 000 m². Expozice je neustále doplňována a mírně upravována. Mezi budovami také jezdí 18 vlaků na zhruba 3,5 kilometrech kolejí, řada ozubnicových vlaků, lanovek a visutých drah a modely lodí. Kromě dětského parku je zde také samoobslužná restaurace a obchod se suvenýry. Každý rok navštíví Swissminiatur desítky tisíc návštěvníků.